# Хархан
Хархан (азерб. Xərxan), также Херхан — село в Гаргарском сельском административно-территориальном округе Ходжавендского района Азербайджана.

## Этимология
Ойконим происходит от названия крепости Харх, существовавшей в области Арцах находившегося в составе Великой Армении и, позднее, — Кавказской Албании (в районе современного Агдеринского района) в раннем средневековье. Название этого замка впервые упоминается в источнике XIII века. В средние века он был разрушен, а его население построило два села под названием Хархан в Ходжавендском и Шушинском районах.
Ойконим представляет собой сочетание тюркского харз (азерб. xarz — «пустой, безлюдный») и иранского -ан («земля») компонентов, что означает «заброшенное, пустое место». По всей видимости это связано  с тем в XIII веке крепость уже была разрушена и заброшена, потому и была так названа. Местное население объясняет происхождения названия села: «хер» на местном диалекте — «добрый», и «хан» — «трудовой».

## География
Сёла Гаргар, Хархан и Завадых входят в состав Гаргарского сельского административно-территориального округа Ходжавендского района, при этом село Гаргар является центром этого сельского административно-территориального округа. Село расположено у подножия Карабахского хребта, имеет площадь 915,64 га, из которых 746,35 га сельскохозяйственные и 138,8 га лесные угодья. Через пограничную зону протекает приток реки Варанда. На территории в окрестности есть 4 родника: «Тлен», «Гюгамеджи», «Дерин» и «Мелун». Находится в 25 км юго-западнее райцентра — города Ходжавенд, в 46 км от города Ханкенди.

## История
До вхождения в состав Российской империи село Хархан входило в состав Варандинского магала Карабахского ханства.
Епископ Армянской Апостольской церкви Макар Бардударянц пишет об этом селе:
— «Жители коренные, дымов 31, душ — 370. Церковь Св. Григора, каменная».
В Великой Отечественной войне участвовали 120 мужчин из села, из которых 63 погибли.
В советский период село вместе с сёлами Гергер (ныне Гаргар) и Завадых входил в состав Гергерского сельсовета Мартунинского района Нагорно-Карабахской автономной области (НКАО) Азербайджанской ССР.
2 сентября 1991 года на совместной сессии Нагорно-Карабахского областного и Шаумяновского районного Советов народных депутатов была принята Декларация о провозглашении Нагорно-Карабахской Республики в границах Нагорно-Карабахской автономной области (НКАО) и сопредельного Шаумяновского района Азербайджанской ССР.
26 ноября 1991 года Верховный Совет Азербайджанский Республики принял Закон "Об упразднении Нагорно-Карабахской автономной области Азербайджанской Республики". В этом Законе помимо упразднения Нагорно-Карабахской Автономной Области (НКАО), было постановлено в том числе также и переименование Мартунинского района в Ходжаведский и включение района в число районов республиканского подчинения. Таким образом, село вместе с сёлами Гергер и Завадых стало частью Ходжавендского района. Затем,  Решением Милли Меджлиса Азербайджанской Республики от 29 декабря 1992 года село Гергер (азерб. Herher) было переименовано в Гаргар  (азерб. Qarqar). В настоящее время сёла Гаргар, Хархан и Завадых находятся в составе Гаргарского сельского административно-территориального округа Ходжавендского района Азербайджана.
В результате Карабахского конфликта, село в начале 90-х годов ХХ-ого века попало под контроль непризнанной Нагорно-Карабахской Республики (НКР). Согласно административно-территориальному делению непризнанной республики село находилось в составе Мартунинского района НКР и продолжало назваться Херхан (арм. Խերխան).
28 октября 2019 года тогдашний президент непризнанной НКР Бако Саакян посетил село Херхан Мартунинского района НКР и встретился с жителями общины.
Село за 44-дневную войну 2020 года не подверглось ракетно-артиллерийскому обстрелу, но понесло людские потери: в селе погибло 3 мирных жителя, 1 человек с неизвестной судьбой. В результате этих военных действий село стало находиться в 10-15 километрах от линии фронта. Под контроль Азербайджана перешла вторая часть села — 151 га. пахотной земли и 200 га. пастбищ. Согласно Трёхстороннему Заявлению, подписанному в ночь с 9 по 10 ноября 2020 года, село перешло под контроль Российских миротворческих сил.
После войны благотворительным фондом «Туфенкян» была оказана гуманитарная помощь населению села.
В результате боевых действий произведённых Вооружёнными Силами Азербайджана в Карабахе 19-20 сентября 2023 года, село было возвращено под контроль Азербайджана.

## Памятники истории и культуры
Объекты исторического наследия в селе и его окрестностях включают кладбище Хачер (арм. Խաչեր, букв. «Кресты») XI—XIV вв., церковь Св. Григора XIX века (арм. Սուրբ Գևորգ եկեղեցի, romanized: Surb Gevorg Yekeghetsi) и источник XIX века.
По состоянию на 2015 год в селе действовала считающаяся властями непризнанной НКР сельская администрация, начальная школа, дом культуры, медицинский пункт, 8 торговых объектов, после войны в 2020 году до восстановления Азербайджаном в 2023 году контроля над селом они работали в обычном режиме.

## Население
До утверждения СССР в селе проживало 80-100 семей. В 1950-е годы численность населения сократилось: примерно 30 семей уехали из села.
По состояния на 1989 год, большинство населения села были армяне. В селе проживало 111 жителей в 2005 г. и 140 жителей в 2015 г.
| Год       | 2005 | 2008 | 2009 | 2010 | 2015 |
| --------- | ---- | ---- | ---- | ---- | ---- |
| Насеелние | 111  | 123  | 131  | 138  | 140  |

## Галерея

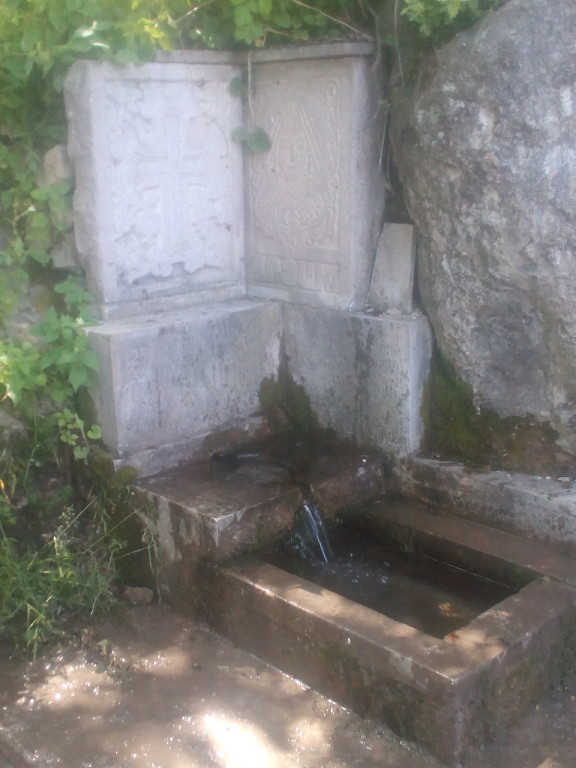
Родник, с. Херхан, 2017 г.
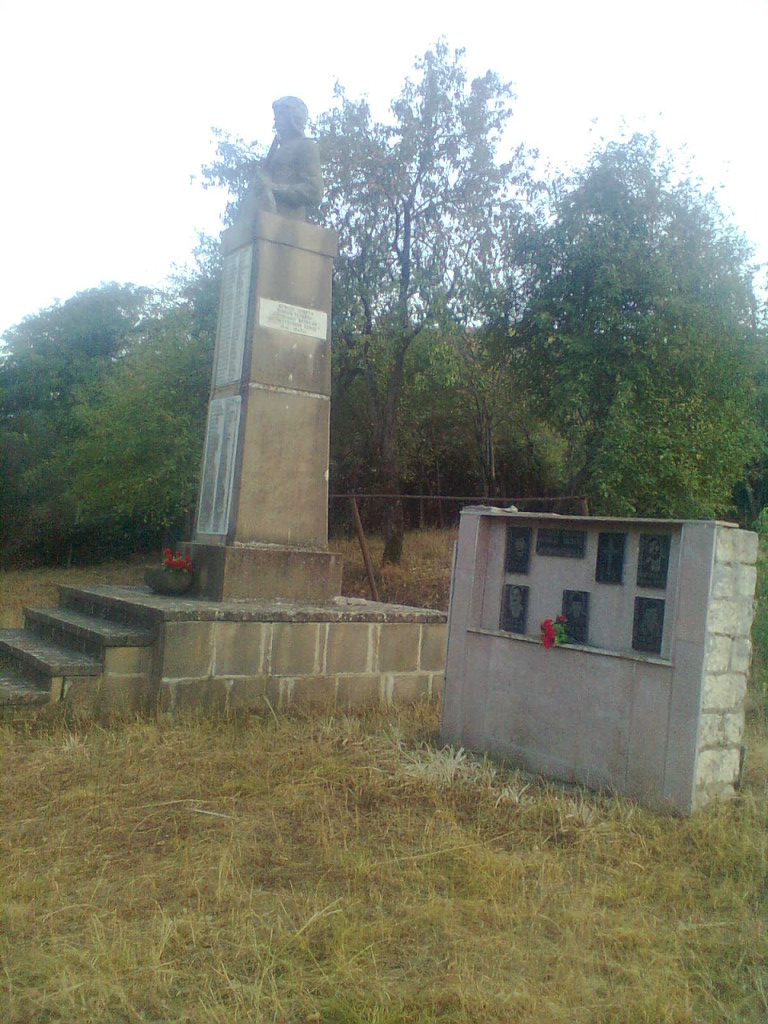
Памятник сельчанам, участникам Великой Отечественной войны, с. Херхан, 2014 г.
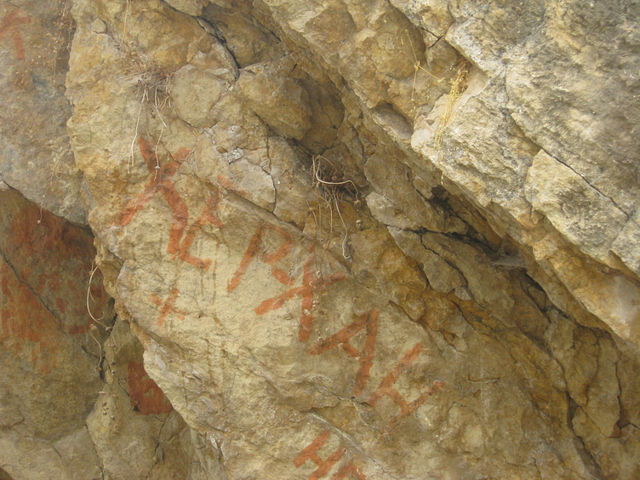
Камень у родника, с. Херхан, 2011 г.

## Известные люди
Яков Аркадьевич Мелькумов (1885, с. Херхан, Елизаветпольская губерния — 1962, Москва, РСФСР) — советский военачальник, комдив (1935).
Манасян Исак Маркосович (1917, с. Херхан, Елизаветпольской губернии —1974, Баку, Азербайджанская ССР) — Герой Советского союза.
Ованисян Арфеня Григорьевна (1918 г, с. Херхан, Мартунийский район, НКАО, Азербайджанской ССР — 2004, Ханкенди, Азербайджан) — заслуженная артистка Азербайджанской ССР (1982).
Аракелян Серж Саркисович (1948, с. Херхан, Мартунийский район, НКАО, Азербайджанской ССР) — с 1994—2004 гг. служил в ВС Армении, в качестве военного корреспондента, был Членом Союза журналистов непризнанной НКР.